# Oliarus subnubila
Oliarus subnubila är en insektsart som först beskrevs av Philip Reese Uhler 1896.  Oliarus subnubila ingår i släktet Oliarus och familjen kilstritar. Inga underarter finns listade i Catalogue of Life.